# Mäen
Mäen är en sjö i Ljungby kommun i Småland och ingår i Lagans huvudavrinningsområde. Sjön är 8,5 meter djup, har en yta på 3,14 kvadratkilometer och befinner sig 154 meter över havet. Vid provfiske har abborre, gädda, gös och mört fångats i sjön.

## Delavrinningsområde
Mäen ingår i det delavrinningsområde (628784-136314) som SMHI kallar för Utloppet av Mäen. Medelhöjden är 170 meter över havet och ytan är 27,52 kvadratkilometer. Det finns inga avrinningsområden uppströms utan avrinningsområdet är högsta punkten. Vattendraget som avvattnar avrinningsområdet har biflödesordning 4, vilket innebär att vattnet flödar genom totalt 4 vattendrag innan det når havet efter 117 kilometer. Avrinningsområdet består mestadels av skog (41 procent) och sankmarker (33 procent). Avrinningsområdet har 3,95 kvadratkilometer vattenytor vilket ger det en sjöprocent på 14,3 procent.

## Knallaviken

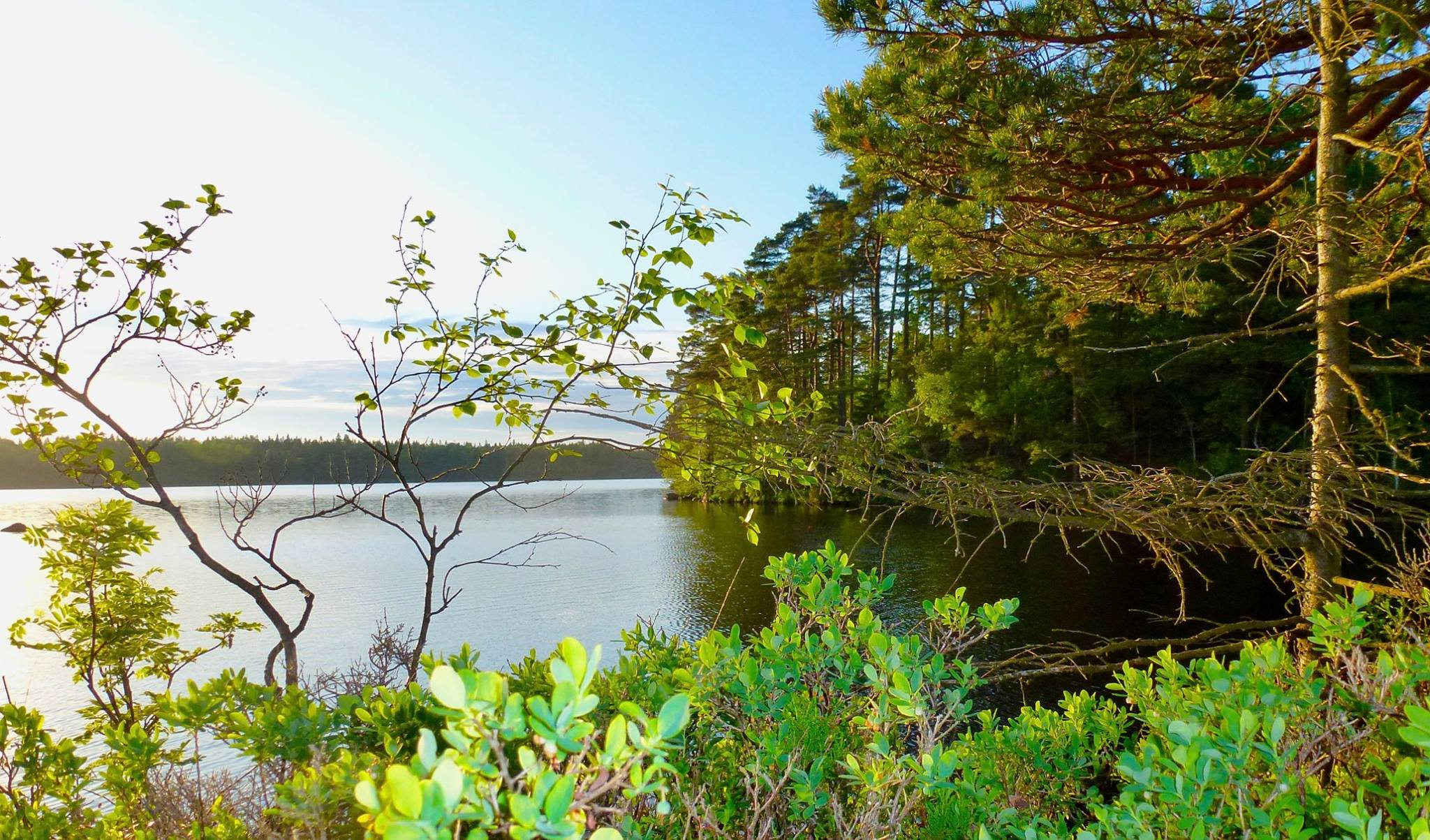
Knallaviken

Knallaviken är en vik i den södra delen av sjön Mäen.